# Галија (музичка група)
Галија је југословенска и српска рок група, основана у Нишу 4. јануара 1976. године. Име је добила по истоименој кафани у којој су се чланови бенда првобитно окупљали. Централне личности бенда су браћа Ненад (вокали, акустична гитара и усна хармоника) и Предраг Милосављевић (вокал). Један су од најтрајнијих састава југословенског и српског рокенрола, а издања групе варирала су од прогресивног рока до мејнстрим оријентисаног звука.
Кроз групу је прошао велики број музичара, а садашњи састав чине Ненад Милосављевић, Предраг Милосављевић, Бобан Павловић, Драгутин Јаковљевић, Славиша Павловић, Иван Илић и Горан Антовић.
Група је прву пробу одржала у Дому културе у Нишу, 11. априла 1976. године, а пажњу шире јавности привукла након победе на Зајечарској гитаријади 1978. године и наступом на Омладинском фестивалу у Суботици, где бива проглашена за истинско музичко откриће финала фестивала „Омладина 78”.
Након афирмисања на југословенској музичкој сцени уследили су концерти и снимање првог студијског албума за ПГП РТБ, крајем 1978. године.
Током каријере објавили су петнаест студијских, један уживо и шест компилацијских албума.

## Историјат

### 1976—1984: прогресивни рок
Оснивач групе је Ненад Милосављевић, који је већ био познат у Нишу као кантаутор и самостални музичар, окупио је рок групу за учешће у позоришној представи Трећа половина аматерске позоришне дружине из Ниша. Прву пробу су одржали 4. јануара 1976. године у Дому културе у Нишу. Милосављевић је 11. априла 1976. године одржао концерт у Народном позоришту у Нишу уз пратњу бенда Два лустера, са којим је након концерта успоставио сарадњу и основао бенд Галија.
Поред Ненада Милосављевића састав су чинили и Горан Љубисављевић Горча (гитара), Предраг Бранковић (бас), Ненад Танчић Танча (бубњеви), Братислав Стаменковић (клавијатуре) и Предраг Милосављевић (пратећи вокал). Група Галија добија име по истоименој кафани у којој су и постигли договор о оснивању групе. Танчић је убрзо напустио бенд због војних обавеза, а заменио га је Бобан Павловић који је наредних година био један од ретких сталних чланове Галије.
Године 1978. са новим клавијатуристом Зораном Станковићем, група је постигла први значајан успех победом на Зајечарској гитаријади, наступајући у саставу: Ненад Милосављевић (вокал, акустична гитара, усна хармоника), Горан Љубисављевић (гитара), Предраг Бранковић (бас), Бобан Павловић Чалтон (бубњеви) и Зоран Станковић (клавијатуре), а на бини су се појавили у униформама из 18. века. Неколико месеци након гитаријаде наступили су на Омладинском фестивалу у Суботици, када је на клавијатурама свирао Љубодраг Вукадиновић, а Галија је проглашена за истинско откровење фестивала Омладина 78. Током 1978. године наступали су као предгрупа на турнеји групе Смак, након тога су имали концерт у Студију М са џез групом Мета џеза секција у Новом Саду, а крајем 1978. године у истом граду наступали на Бум фестивалу.
Након наступа на Бум фестивалу, Галија је добила понуду од ПГП РТБ-а да сними први студијски албум. Током децембра 1978. почело је снимање, а завршено је 1979. године, када је у јулу објављен први албум групе под називом Прва пловидба, који је добио мешовите критике. Албум је сниман у Студију 5 у Београду, а на њему се нашло седам песама. Предраг, брат Ненада Милосављевића, појавио се као вокалиста на албуму, а написао је и већину текстова. Са албума су се издвојили хитови Авантуриста, Госпи и Децимен. Концертна промоција албума одржана је у августу 1979. године на великој Летњој позорници у Нишу. Након тога, група је наступала као предгрупа Бијелом дугмету на Стадиону ЈНА, а то је био уједно и последњи концерт прве поставе бенда, који су тада напустили Љубисављевић, Бранковић и Вукадиновић. Бас гитариста Зоран Радивојевић, гитариста Душан Радојевић и клавијатуриста Небојша Марковић постали су нови чланови бенда.
У новом саставу, Галија је завршила снимање другог албума у Студију 5 ПГП РТБ-а, почетком 1980. године. Албум Друга пловидба, група је објавила у мају 1980. године, такође за ПГП РТБ. Продуцирао га је гитариста хеви метал групе Горди, Златко Манојловић. Песме је компоновао Ненад, а текстове написао његов брат Предраг Милосављевић, који је тада представљен као званични члан групе. Албум је промовисан исте године у јуну на концертима у Дому омладине Београд и хали Чаир у Нишу.
Током лета 1980. године бенд је наступио на Сплитском фестивалу, на стадиону Пољуд, заједно са Азром, Драгом Млинарецом, Генерацијом 5, Дадом Топићем, групама Аеродром, Метак и многим другим. Током овог периода, Галија је имала концерте у Зеници и Сарајеву у Дому младих Скендерија. Група је постигла огроман успех у СР БиХ, где су имали највећу публику све до почетка распада СФРЈ. У Макарској су исте године започели Галијини летњи концерти који су се понављали наредних девет година. Због служења војног рока групу је 1980. напустио бубњар Бобан Павловић, а привремено га је заменио Зоран Стаменковић. У овом периоду састав групе се често мењао, групу је напустио Небојша Марковић, кога је краткотрајно мењао Јован Митић, а затим и Бане Божиновић, да би се на његовом месту усталио Драган Милорадовић. Уместо бубњара Зорана Стаменковића у групу је дошао Љубомир Мишић, који је био члан до 1982. године, када се Бобан Павловић вратио у састав. Гитаристу Братислава Стаменковића заменио је Душан Радивојевић, а након тога на његово место дошао Бане Радуловић.
Године 1981. бенд је заједно са Радомиром Михајловићем, бендовима Тунел, Пилоти, Булевар, Силуете и другима наступао на Београдском рок фестивалу у хали Пионир.
Године 1982. бенд је објавио трећи студијски албум под називом Ипак верујем у себе, који је сниман у студијима Плава шупа и Студију 5 у Београду. Са албума су се истакле песме Још увек сањам и Бурна пијана ноћ. Током 1982. Бобан Павловић вратио се у бенд. Галија је 1982. године наступила као предгрупа на концерту Џоа Кокера у хали Пионир, а у јуну наредне године одржала велики концерт на београдском стадиону Ташмајдан, на којем су гостовали бендови Потоп и Кербер, који су започели концерт. Након концерта, оснивач и клавијатуриста бенда Потоп, Саша Локнер постао је члан Галије.

### 1984—1988: мејнстрим рок
У октобру 1983. године Галија је снимила четврти студијски албум под називом Без наглих скокова. Албум је објављен 1984. године, миксован је Калифорнији, сниман у Манчестеру, промовисан у Студентском културном центру Београд 11. јануара 1985. године, а продуцирао га је бас гитариста бенда Nightwing Гордон Роули, који је пре тога сарађивао са бендом Кербер. Материјал је прво био понуђен издавачкој кући Југотон, која је одбила да објави албум, па је бенд поново потписао уговор са ПГП РТБ-ом.
За разлику од претходних издања, албум Без наглих скокова није доживео толики успех. Након издавања албума, Галија је заједно са бендовима Бајага и Инструктори, Лабораторија звука и Леб и сол наступила на концерту у Сарајеву, одржаном како би се прикупила материјална средства за угрожене током земљотреса на Копаонику 1983. године. Крајем 1983. године, Галија је због својих наступа на јадранској обали и летњих концерата у Макарској, у анкети за истраживања омладинског туризма проглашена за најбољи догађај уживо на обали. Концерти у СР БиХ, Војводини и СР Македонији током 1983. били су за бенд веома успешни. У нишком Музичком клубу 81 бенд је у том периоду организовао концерте сваке недеље, готово годину дана, у којем су изводили обраде страних хитова. Током исте, 1983. године клавијатуриста Александар Локнер напустио је Галију и прикључио се Бајаги и Инструкторима, а њега је убрзо заменио Александар Ралев. Током исте године бенду се придружио и Жан Жак Роскам као главни гитариста.
Године 1986. бенд је објавио албум Дигни руку, а насловна нумера албума постала је популарна међу публиком. Снимљен је у студију О у Београду, а објављен за ПГП РТБ. Након објављивања албума, гитариста Бане Радуловић напустио је групу, а на његово место дошао је клавијатуриста, гитариста и флаутиста Братислав Бата Златковић.

### 1988—1994: сарадња са Радоманом Кањевцем и албумска трилогија
Крајем осамдесетих година бенду се придружио клавијатуриста Братислав Бата Златковић, који је дипломирао на Музичкој академији у Сарајеву и почео да ради са текстописцем Радоманом Кањевцем, који су доносили нове идеје у рад бенда. Кањевац је изнео идеју о издавању трилогије албума која би се бавила проблемима СФРЈ у транзицији, а Златковић је увео поп-фолк мелосе у звук бенда. На албуму Далеко је сунце из 1988. године, сниманом у студију Ша-на-на у Београду, а названом по роману Добрице Ћосића, као гости учествовали су Корнелије Ковач, Саша Локнер, Ненад Стефановић, Иван Вдовић, трубачки оркестар Фејата Сејдића и многи други музичари. Песме су добиле име по делима књижевника Бранка Ћопића, Иве Андрића, Лазе Лазаревића, Добрице Ћосића и Алексе Шантића. Најпопуларније песме са албума су балада Да ли си спавала и фолк-оријентисана нумера Ми знамо судбу. Поред њих, пажњу публике су привукле и песме Интимни односи, Орлови рано лете и песма Као и обично. Албум је промовисан концертима у београдском Дому омладине и у нишком Музичком клубу 81, на којима је Галија прославља десет година постојања.
Након објављивања албума Далеко је Сунце, Зоран Радосављевић је напустио бенд, а заменио га је Предраг Милановић. Други део трилогије, под називом Корак до слободе сниман је у Студију 6 Радио телевизије Београд, а објављен 1989. године. Албум је продуцирао Саша Хабић, док су текстове песама писали Кањевац и Предраг Милосављевић. На песми Слобода, учествовао је као вокалиста Горан Шепа, оснивач групе Кербер, бас гитару свирао Славиша Павловић Стенли, а на албуму је гостовао и трубач Бобан Марковић. Са албума пажњу публике привукле су песме На твојим уснама, Копаоник, Корак до слободе и Кад ме погледаш. Реге нумера под називом Љубавна песма има ироничан садржај о растућем национализму у СФРЈ. Убрзо након објављивања албума, бенду се прикључио нови гитариста, Душан Караџић. Нови албум промовисан је концертом у Душановој улици у Нишу, пред око 20.000 људи.
Почеком 1990. године, Галија је уз Рибљу чорбу, Викторију, Валентино и Бајагу и Инструкторе наступала у Темишвару, на тродневном концерту, који су организовани два месеца након Румунске револуције. Исте године Галија је објавила компилацијски албум Још увек сањам (Највећи хитови), на којој су се нашле неке од старих песама, поново снимљене. У време првих вишестраначких избора у Југославији, Галија је по идеји Кањевца и новинара Петра Пеце Поповића снимила ЕП са песмама Он је исти као он, упоређујући Јосипа Броза Тита и Слободана Милошевића, Ти си моја партија, После свега и песму Комуниста, на којој је као вокалиста гостовао Шабан Бајрамовић. ЕП је имао провокативне текстове о неизвесној будућности земље, а због политичке цензуре никада није објављен.
Са албумом Историја, ти и ја објављеним 1991. године, издата је трилогија. Албум је сниман у студију РТВ Црна Гора у Подгорици, у Студију 13 ПГП РТБ-а у Београду и Студију Рококо у Загребу. Албум је продуцирао члан групе Валентино Никша Братош, а на њему су гостовали Саша Локнер, Славиша Павловић, Бора Дугић и група Ренесанс. На албуму Историја ти и ја нашли су се једни од највећих хитова Галије као што су Скадарска, Трубе, Да ме ниси, Трава и Сети се маја. Убрзо након објављивања албума, Роскам је напустио СФРЈ због растућих тензија у земљи, а заменио га је Драгутин Јаковљевић, који је први наступ са Галијом имао 11. јуна 1991. године на Градском стадиону у Земуну, када је Галија наступала као предгрупа Бобу Дилану. У сарајевском клубу ФИС, Галија је наступала 14. септембра 1991. године што је био њихов последњи наступ у овом граду у наредних 20 година.
Средином 1991. године група је у новој постави објавила компилацијски албум Ни рат ни мир (Одломци из трилогије), који се састоји од песама из трилогије и две нове песме Православље / На Дрини ћуприја, које су касније објављене и као сингл и поклоњене публици на њиховом концерту одржаном 20. децембра 1991. године у Сава центру, на којем су као гостујући музичари учествовали Оркестар Фејата Сејдића, хор Свети Ђорђе и пијаниста Милош Петровић.
Још један концерт у Сава центру, Галија је одржала 25. децембра 1992. године у склопу прославе сто година постојања издавачке куће Српска књижевна задруга. За ову прилику снимили су још један поклон-сингл под називом Једном у сто година, а у снимању су учествовали гитариста Драган Јовановић Крле (Генерација 5), Александар Локнер и Славиша Павловић Стенли, док је за продукцију био задужен Саша Хабић. Почетком 1993. године Златковић и Живковић су напустили Галију, нови клавијатуриста постао је Оливер Јездић, а Братислав Милошевић нови бас гитариста.
Двоструки албум Караван снимљен је на Кипру, објављен 1994. године, а продуцирао га је Саша Хабић. Текстове за албум написали су Кањевац и Предраг Милосављевић. На албуму је гостовао Драган Јовановић, гитариста бенда Генерација 5. Ово је уједно био последњи албум групе на којем је Радоман Кањевац сарађивао као текстописац.

### 1994—2000: после Кањевца и без Предрага Милосављевића
Током лета 1994. године, албум Караван промовисан је на великом броју бесплатних концерата, укључујући концерте у парку Старог двора у Београду 30. септембра, којем је присуствовало 150.000 људи, и концерт у нишком Чаиру где је било више од 100.000 посетилаца. Године 1995. група је промовисала Караван на трговима у Подгорици и Никшићу.
Средином деведесетих година, Галија је промовисала тада владајућу Социјалистичку партију Србије, што је довело до тога да део њихове публике и музички критичари прогласе Галију „државним бендом”.
Године 1996. група је објавила албум Тринаест, снимљен у Новом Саду у Студију М и Студију Дум дум. Поред текстова Предрага Милосављевића, песме садрже текстове Бранка Радићевића, Стевана Раичковића и Петра Пајића. Гости на албуму су били Оги Радивојевић (клавијатуре) и Славиша Павловић Стенли (бас гитара), а албум је промовисан у хали Чаир у Нишу и у Студентском граду у Београду. Током наредне године, бенд је објавио компилацијски албум Вечита пловидба сниман у студијима Пинк и О у Београду и студијски албум Волети волети, са којег је пажњу публике највише привукла песма Котор. Пре снимања албума бенд је напустио Предраг Милосављевић. Клавијатуре на албуму Волети волети свирао је као гост Милан Ђурђевић, а Славиша Павловић Стенли постао члан бенда. Аранжман за песму Котор и коаранжирање албума, новог и модернијег звука Галије одрадио је гитариста Драгутин Јаковљевић.
Албум је промовисан на концертима у спортским дворанама у Приштини и Бањалуци, а 1998. године и у Српском народном позоришту у Новом Саду, у Сава центру у Београду и хали Чаир у Нишу. Клавијатуре на концертима свирао је Александар Локнер.
Снимак концерта одржаног у спортском центру Чаир, 8. марта 1998. године објављен је на уживо албуму Ја јесам одавде. На том концерту бенд је наступао у саставу: Ненад Милосављевић (акустична гитара и вокали), Саша Ранђеловић (гитара), Драгутин Јаковљевић (гитара), Саша Локнер (клавијатуре), Бобан Павловић (бубњеви) и Славиша Павловић (бас гитара). Године 1999. бенд је објавио студијски албум Јужњачка утеха, који је сниман у студију Пинк, а објављен за ПГП РТС. На албуму су се нашле Галијине обраде традиционалне музике Србије и Северне Македоније, а издвојиле су се песме Димитријо и Калчина кафана. Убрзо након објављивања албума бенд је направио паузу у раду.

### 2001—2009: концерти и нови састав
У периоду 2000—2002. године Галија је одржала велики број концерата у градовима Републике Српске, на којима је клавијатуре свирао Јан Врба. Почетком 2003. године наступали су на новогодишњем концерту на Тргу Слободе у Нишу, на којем је наступао и Предраг Милосављевић, који се вратио у групу као текстописац и певач.
Током 2003. у студију Лазе Ристовског група је радила на снимању албума Добро јутро, то сам ја у следећем саставу: Ненад Милосављевић (вокал), Драгутин Јаковљевић (гитара), Јан Врба (клавијатуре), Бобан Павловић (бубњеви) и Славиша Паловић (бас гитара). Албум је објављен 2005. године, а као гостујући музичари на албуму су се појавили Лаза Ристовски (клавијатуре), Александра Ковач и Кристина Ковач (пратећи вокали), док су за продукцију били задужени Ненад Милосављевић и Драгутин Јаковљевић. За песме Вера, Можда сам луд и Ти можеш све снимљени су спотови.
У августу 2006. године, Иван Илић постао је стални клавијатуриста Галије. У периоду 2006—2008. године група је наступала широм Србије, Црне Горе и Републике Српске, а 2008. године и на Београдском фестивалу пива, на којем је свирао гитару Милош Крстић, који је након тога постао стални члан групе.
Године 2009. ПГП РТС је објавио компилацију под називом Највећи хитови Галије, са дигитално обрађених осамнаест нумера групе. Исте, 2009. године, Галија је гостовала на фестивалу Back To the Village у Нишевцу.
Како би прославили 30 година од изласка дебитантског албума Прва пловидба, бенд је издао дупли компилацијски албум Оженише ме музиком, на којем се налазе 33 песме снимљене у периоду 1979—1996. године, као и DVD под називом Камера као сведок, са 19 промотивних спотова које је бенд снимио у том периоду.

### 2010—2020
Током 2010. године нови члан Галије постао је которски клавијатуриста Горан Антоновић.
Четрнаести студијски албум Галија је објавила 15. октобра 2010. године, под називом Место поред прозора. Одрађени су спотови за песме Злочин и казна у којем се појављује глумац Срђан Тодоровић, Чувам ти место поред прозора у режији Алексе Гајића и за песму Не тугујем ја.
Песму Још увек сањам су 2011. године изгласали слушаоци Радија 202, међу шездесет најбољих песама које је издао ПГП-РТБ / ПГП-РТС током шездесет година постојања.
У мају 2011. године Галија је наступила у Сарајеву након двадесет година. Група је прославила 35 година рада са два концерта у Сава центру, 22. и 23. новембра 2011. године. На концертима су гостовали водитељ Иван Ивановић, Жан Жак Роскам, глумци Горан Султановић, Вук Костић, Слобода Мићаловић, певачи Биљана Крстић, Кики Лесендрић и Владо Георгиев, као и многи други. Исте, 2011. године група је објавила компилацију The best of на којој су се нашли највећи хитови за тржиште Хрватске.
Поводом 35 година постојања, група је имала двогодишњу турнеју под називом Галија још увек сања, у периоду 2011—2013. године.
На реновираном стадиону Ташмајдан, 22. априла 2016. године, Галија је наступила заједно са Рибљом чорбом, Пилотима, Електричним оргазмом и групом Ван Гог.
Бенд је прославио 40 година постојања са два концерта, од којих је први био на фестивалу 5 до 100, који је одржан 4. јула 2016. године на Нишкој тврђави, на којем су наступали и бенд Новембар, који је славио 25. рођендан, и Ван Гог, који је обележио 30 година постојања. Други концерт одржан је у хали спортова Ранко Жеравица, 29. децембра 2016. године. На концерту је гостовао бенд Време чуда, фронтмен бенда Кербер Горан Шепа, као и бивши чланови Галије Александар Ранђеловић и Саша Локнер. Између два концерта, у новембру 2016. године, бенд је објавио рок сингл Нешто ме гони, са којим је најављен нови албум.
Петнаести студијски албум најављен је синглом У рају изнад облака, за који је снимљен и спот на Исланду. Албум У рају изнад облака сниман је у атељеу Александра Хабића и Ненада Милосављевића од 2016. до средине 2017. године, а објављен 17. маја 2018. године. Издат је под окриљем издавачке куће ПГП РТС, а на њему се налази десет песама рок жанра. Албум је промовисан концертом у Сава центру у Београду, 9. новембра и 16. новембра 2018. године у хали Чаир у Нишу.
Током 2019. године група је одржала концерте у Јагодини, Котору, Теслићу, Сарајеву и Мостару. Група је 15. јуна 2019. године одржала концерт на музичком фестивалу BeerGarden, поводом почетка сезоне купања на Ади Цинганлији, а 28. јуна исте године и на Бањалучким данима музике и пива. Наступом 12. јула 2019. године, Галија је отворила тродневни фестивал пива у Бијељини. Наступали су 9. августа на Културном лету Крупањ, а затим и на „Земун фесту” 19. августа 2019. године у Београду. У Северној Македонији наступали су 27. августа 2019. године, у Македонској Каменици.
Концерт у Београду Галија је одржала 1. новембра 2019. године у Комбанк дворани, што је уједно био њихов први акустични наступ у Београду од концерта одржаног 6. јануара 1995. године у Старом двору. Дана 9. новембра 2019. године групе је имала концерт у Торонту.
Дана 27. фебруара 2020. године у Скопљу групи Галија додељена је награда „Златна бубамара” за трајну музичку вредност. Након пет месеци паузе од концерата, Галија је наступала на карневалу у Панчеву у тржном центру Биг, 19. јуна 2020. године. Дана 3. септембра 2020. године Галија је одржала концерт под називом „Акустично као некада” у амфитеатру Хераклеја Линкестис у Битољу.

### 2021—данас
Године 2021. селекциони жири кратком музичког фестивала Адриа мјузик видео награде 2020. номиновао је видео спот групе Галија У рају изнад облака у категорији „Најбоља кореографија”. Током 2021. године група је одржала концерте у Црној Гори, ботаничкој башти Јевремовац у Београду, на Београдском фестивалу пива, као и на мотофесту у Бањалуци. Албум уживо под називом Акустично као некада објавили су 14. маја 2021. године.
Током 2022. године, Галија је одржала концерте у Сарајеву, Београду, Подгорици, Приједору, Димитровграду, Врању, Владичином Хану и у другим градовима.
Дана 1. јануара 2023. Галија је одржала концерт у Бањој Луци. На Ђачког тргу у Крагујевцу, група је одржала концерт 13. јануара 2023. уочи прославе Српске Нове године. У првој половини 2023. године, одржали су концерте и у Ђеновићима, Новом Саду, Смедереву, Сарајеву, Врњачкој Бањи и другим местима.
у јулу 2023. Галија је наступала на Црногорском фестивалу пива на Цетињу, након тога у Гламочу, Сјеници и на Нушићијади у Ивањици. Дана 6. септембра 2023. група је одржала београдски концерт у башти Клуба студената технике.
Од краја септембра 2023. до краја године уследили су концнерти групе Галија у Бачу, Кладову, Котору и Скопљу.
Годину 2024. Галија је отворила концертом у Лозници 4. јануара на платоу испред Дома културе „Вук Караџић“. Први концерт у Амстердаму група је одржала 20. априла 2024. у оквиру Мини-феста, а након тога концерте у Ужицу, Никшићу и у башти Клуба студената технике, поводом 70. година постојања тог клуба. Дана 20. јуна 2024. Галија је наступила на Београдском фестивалу пива.

## Дискографија

#### Студијски албуми
| №  | Назив                | Трајање |  |
| 1. | Авантуриста          | 4:25    |  |
| 2. | Летња песма          | 4:37    |  |
| 3. | Песма за добро јутро | 3:12    |  |
| 4. | Посредник            | 7:30    |  |
| 5. | Мађионичар           | 4:42    |  |
| 6. | Госпи                | 4:49    |  |
| 7. | Децимен              | 9:44    |  |

| №  | Назив                              | Трајање |  |
| 1. | Они би баш хтели да ја станем      | 3:54    |  |
| 2. | Мој деда је био рокер              | 4:18    |  |
| 3. | Било је то једном                  | 6:22    |  |
| 4. | Зар морам баш нешто мудро да кажем | 3:18    |  |
| 5. | Није ти отац крив                  | 3:54    |  |
| 6. | Нека буде све теби у част          | 5:54    |  |
| 7. | У сутон                            | 5:30    |  |

| №  | Назив                   | Трајање |  |
| 1. | Још увек сањам          | 5:32    |  |
| 2. | Свет кроз шарено стакло | 4:18    |  |
| 3. | Школарци                | 4:20    |  |
| 4. | Ја сам од оних          | 5:03    |  |
| 5. | Време ти је за жене     | 4:20    |  |
| 6. | Бурна пијана ноћ        | 4:45    |  |
| 7. | Да ли постоји пут       | 7:47    |  |
| 8. | Ипак верујем у себе     | 2:29    |  |
| 9. | Јелена (Б4)             | 3:00    |  |

| №  | Назив                           | Трајање |  |
| 1. | Тачно у 5 и 30                  | 4:04    |  |
| 2. | Ти ме својом хладноћом не кушај | 4:18    |  |
| 3. | Мексико                         | 4:51    |  |
| 4. | Сан                             | 5:03    |  |
| 5. | Бићу ту                         | 3:00    |  |
| 6. | Играј кад си сам                | 2:58    |  |
| 7. | Било је добро                   | 4:00    |  |
| 8. | Једном                          | 5:07    |  |
| 9. | Песма                           | 2:52    |  |

| №   | Назив                    | Трајање |  |
| 1.  | Дигни руку               | 3:26    |  |
| 2.  | На твојој страни кревета | 4:34    |  |
| 3.  | Ходници сећања           | 4:37    |  |
| 4.  | Бубањ и бас              | 4:19    |  |
| 5.  | Ја и мој ауто            | 3:34    |  |
| 6.  |                          | 4:13    |  |
| 7.  | Трудим се                | 3:41    |  |
| 8.  | Шок                      | 3:49    |  |
| 9.  | Сваки дан са њом         | 3:46    |  |
| 10. | Можда спава              | 4:35    |  |

| №   | Назив              | Трајање |  |
| 1.  | Да ли си спавала   | 3:09    |  |
| 2.  | Жена које нема     | 4:11    |  |
| 3.  | Без наслова        | 3:33    |  |
| 4.  | Зебре и бизони     | 2:59    |  |
| 5.  | Орлови рано лете   | 5:14    |  |
| 6.  | Интимни односи     | 2:59    |  |
| 7.  | Швабица            | 2:25    |  |
| 8.  | Ће ме волиш        | 2:30    |  |
| 9.  | Небо над Макарском | 3:38    |  |
| 10. | Ми знамо судбу     | 4:35    |  |
| 11. | Као и обично       | 4:02    |  |

| №  | Назив            | Трајање |  |
| 1. | Ноћ              | 3:54    |  |
| 2. | Корак до слободе | 2:50    |  |
| 3. | На твојим уснама | 3:10    |  |
| 4. | Копаоник         | 2:45    |  |
| 5. | Кад ме погледаш  | 4:45    |  |
| 6. | Слобода          | 3:30    |  |
| 7. | Певају јутра     | 3:15    |  |
| 8. | Љубавна песма    | 2:20    |  |
| 9. | Насмеши се       | 4:15    |  |

| №   | Назив              | Трајање |  |
| 1.  | Трава              | 2:50    |  |
| 2.  | Пролеће            | 3:35    |  |
| 3.  | Трубе              | 3:30    |  |
| 4.  | Под ноктима        | 2:50    |  |
| 5.  | Да ме ниси         | 3:50    |  |
| 6.  | Година             | 3:30    |  |
| 7.  | Скадарска          | 3:15    |  |
| 8.  | Сети се маја       | 2:30    |  |
| 9.  | После ватре        | 3:15    |  |
| 10. | Мсоква - Балкан    | 3:25    |  |
| 11. | Као боја твога ока | 5:30    |  |

| №   | Назив                      | Трајање |  |
| 1.  | Петлови                    | 2:45    |  |
| 2.  | Ја сам сам                 | 3:47    |  |
| 3.  | Додирни ме                 | 3:42    |  |
| 4.  | Не могу да тебе не пожелим | 3:55    |  |
| 5.  | Ја нисам одавде            | 4:38    |  |
| 6.  | Певајмо                    | 3:05    |  |
| 7.  | Живот је леп               | 3:22    |  |
| 8.  | Недеља                     | 3:36    |  |
| 9.  | Млада, лепа и паметна      | 4:41    |  |
| 10. | Караван                    | 3:30    |  |
| 11. | Народе мој                 | 4:16    |  |
| 12. | Мој брат и ја              | 4:48    |  |
| 13. | Откад те нема              | 3:40    |  |
| 14. | Не иди                     | 3:49    |  |
| 15. | Окрени Београд             | 2:31    |  |
| 16. | Веруј ми                   | 3:00    |  |
| 17. | Узалуд се трудиш           | 3:30    |  |
| 18. | Шта ћу сад                 | 2:46    |  |

| №   | Назив            | Трајање |  |
| 1.  | Имали смо крила  | 4:30    |  |
| 2.  | Она зна све      | 2:42    |  |
| 3.  | Узалуд           | 4:21    |  |
| 4.  | Балада о очевима | 5:07    |  |
| 5.  | Свирај           | 3:29    |  |
| 6.  | Србија           | 2:30    |  |
| 7.  | Пољуби ме        | 3:51    |  |
| 8.  | Кад престане све | 3:50    |  |
| 9.  | Она још не зна   | 3:53    |  |
| 10. | Цветом до ње     | 3:11    |  |

| №   | Назив                    | Трајање |  |
| 1.  | Пеге                     | 4:17    |  |
| 2.  | Каћа                     | 4:00    |  |
| 3.  | Писмо                    | 4:55    |  |
| 4.  | Блуз за Великог Мајстора | 4:23    |  |
| 5.  | Милица                   | 5:55    |  |
| 6.  | Котор (6)                | 3:49    |  |
| 7.  | Ко би други              | 3:50    |  |
| 8.  | Бег                      | 5:13    |  |
| 9.  | Ниш                      | 3:31    |  |
| 10. | Јабуковац                | 5:42    |  |

| №  | Назив                    | Трајање |  |
| 1. | Кажи кажи либе           | 5:32    |  |
| 2. | Тикве                    | 4:26    |  |
| 3. | Да знајеш мори моме      | 4:55    |  |
| 4. | Димитријо                | 5:18    |  |
| 5. | Утеха                    | 5:02    |  |
| 6. | Игра коло на ливади      | 5:34    |  |
| 7. | Смиљана                  | 5:03    |  |
| 8. | Сношти си минав мамо (8) | 4:34    |  |
| 9. | Калчина кафана (9)       | 5:30    |  |

| №   | Назив                                | Трајање |  |
| 1.  | Чујем те како лепо дишеш             | 5:58    |  |
| 2.  | Она је моја                          | 5:35    |  |
| 3.  | Ти можеш све                         | 5:33    |  |
| 4.  | То ниси ти                           | 3:49    |  |
| 5.  | Можда сам луд                        | 6:15    |  |
| 6.  | Променило се све                     | 4:47    |  |
| 7.  | Кажи ми                              | 5:30    |  |
| 8.  | Вера                                 | 6:26    |  |
| 9.  | Твој херој остаће млад (бонус песма) | 5:46    |  |
| 10. | Права реч је довољна (бонус песма)   |         |  |

| №   | Назив                        | Трајање |  |
| 1.  | Како ми се свиђаш            | 4:07    |  |
| 2.  | У напад                      | 3:46    |  |
| 3.  | Чувам ти место поред прозора | 4:50    |  |
| 4.  | Више нисам твој              | 4:04    |  |
| 5.  | Што се боре мисли моје       | 5:00    |  |
| 6.  | Злочин и казна               | 4:55    |  |
| 7.  | Мени си лепа                 | 5:37    |  |
| 8.  | Новембар - мај               | 5:37    |  |
| 9.  | Какав џез                    | 3:31    |  |
| 10. | Не тугујем ја                |         |  |

| №   | Назив                        | Трајање |  |
| 1.  | Нешто ме гони                | 4:08    |  |
| 2.  | У рају изнад облака          | 4:56    |  |
| 3.  | Свира музика                 | 4:26    |  |
| 4.  | Кад би отишла из овога града | 5:24    |  |
| 5.  | Предосећам                   | 4:47    |  |
| 6.  | Волео сам                    | 5:39    |  |
| 7.  | Дон Рамиро                   | 6:57    |  |
| 8.  | Само се смеј                 | 5:05    |  |
| 9.  | Музика изгубљених душа       | 5:49    |  |
| 10. | Жив сам                      | 5:08    |  |

#### Албуми уживо
| №   | Назив              | Трајање |  |
| 1.  | Да ме ниси         | 3:49    |  |
| 2.  | Жена које нема     | 4:25    |  |
| 3.  | Скадарска          | 3:37    |  |
| 4.  | Милица             | 5:49    |  |
| 5.  | Писмо              | 4:40    |  |
| 6.  | Децимен            | 11:32   |  |
| 7.  | Господа            | 5:08    |  |
| 8.  | Ја нисам одавде    | 6:05    |  |
| 9.  | Ноћ                | 5:06    |  |
| 10. | Старе трубе        | 5:43    |  |
| 11. | Додирни ме         | 6:47    |  |
| 12. | Котор              | 6:07    |  |
| 13. | Као боја твога ока | 5:35    |  |
| 14. | Још увек сањам     | 6:58    |  |

| №   | Назив                    | Трајање |  |
| 1.  | У рају изнад облака      | 3:28    |  |
| 2.  | Чујем те лепо како дишеш | 4:57    |  |
| 3.  | Можда сам луд            | 5:07    |  |
| 4.  | Зона Замфирова           | 3:24    |  |
| 5.  | Димитријо                | 5:17    |  |
| 6.  | Ја нисам одавде          | 5:00    |  |
| 7.  | Кад ме погледаш          | 5:02    |  |
| 8.  | Бурна пијана ноћ         | 4:53    |  |
| 9.  | На твојим уснама         | 3:48    |  |
| 10. | Да ме ниси               | 5:18    |  |
| 11. | Слобода                  | 4:54    |  |
| 12. | Улазуд се трудиш         | 4:05    |  |
| 13. | Ти можеш све             | 3:45    |  |
| 14. | Писмо                    | 4:43    |  |
| 15. | Трубе                    | 3:21    |  |
| 16. | Котор                    | 3:23    |  |
| 17. | Дигни руку               | 3:35    |  |
| 18. | Додирни ме               | 6:08    |  |
| 19. | Скадарска                | 4:20    |  |

#### Компилацијски албуми
| №   | Назив              | Трајање |  |
| 1.  | Православље        | 4:15    |  |
| 2.  | Жена које нема     | 4:11    |  |
| 3.  | Зебре и бизони     | 2:59    |  |
| 4.  | Да ли си спавала   | 3:09    |  |
| 5.  | Корак до слободе   | 2:52    |  |
| 6.  | Као и обично       | 4:02    |  |
| 7.  | Ноћ                | 5:07    |  |
| 8.  | Певају јутра       | 3:14    |  |
| 9.  | Кад ме погледаш    | 4:38    |  |
| 10. | На твојим уснама   | 3:12    |  |
| 11. | Љубавна песма      | 3:30    |  |
| 12. | Трава              | 2:55    |  |
| 13. | Као боја твога ока | 5:35    |  |
| 14. | Слобода            | 3:59    |  |
| 15. | Ми знамо судбу     | 3:26    |  |
| 16. | Трубе              | 3:35    |  |
| 17. | На Дрини ћуприја   | 2:54    |  |
| 18. | Скадарска          | 4:13    |  |
| 19. | Сети се маја       | 3:17    |  |

| №   | Назив                | Трајање |  |
| 1.  | Госпи (1)            | 3:40    |  |
| 2.  | Још увек сањам (2)   | 4:30    |  |
| 3.  | Дигни руку (3)       | 3:26    |  |
| 4.  | Пут (4)              | 6:00    |  |
| 5.  | Бурна пијана ноћ (5) | 4:10    |  |
| 6.  | Да ли си спавала (6) | 3:04    |  |
| 7.  | Кад ме погледаш (7)  | 4:45    |  |
| 8.  | На твојим уснама (8) | 3:10    |  |
| 9.  | Зебра и бизони (9)   | 3:00    |  |
| 10. | Ми знамо судбу (10)  | 3:28    |  |

| №   | Назив            | Трајање |  |
| 1.  | Авантуриста      | 4:26    |  |
| 2.  | Децимен          | 4:53    |  |
| 3.  | Госпи            | 3:43    |  |
| 4.  | Дигни руку       | 3:12    |  |
| 5.  | Још увек сањам   | 4:41    |  |
| 6.  | Пут              | 5:54    |  |
| 7.  | Бурна пијана ноћ | 4:11    |  |
| 8.  | Да ли си спавала | 3:09    |  |
| 9.  | Кад ме погледаш  | 4:38    |  |
| 10. | Зебре и бизони   | 2:59    |  |
| 11. | Ми знамо судбу   | 3:26    |  |
| 12. | Жена које нема   | 4:11    |  |
| 13. | На твојим уснама | 3:12    |  |
| 14. | Корак до слободе | 2:52    |  |
| 15. | Скадарска        | 4:13    |  |
| 16. | Трубе            | 3:35    |  |
| 17. | Сети се маја     | 3:17    |  |
| 18. | Православље      | 4:15    |  |

| №   | Назив                 | Трајање |  |
| 1.  | Авантуриста           | 4:25    |  |
| 2.  | Децимен               | 9:49    |  |
| 3.  | Госпи                 | 4:53    |  |
| 4.  | Мој деда је био рокер | 4:16    |  |
| 5.  | Није ти отац крив     | 3:51    |  |
| 6.  | Бурна пијана ноћ      | 4:44    |  |
| 7.  | Још увек сањам        | 5:30    |  |
| 8.  | Тачну у 5 и 30        | 4:05    |  |
| 9.  | Дигни руку            | 3:32    |  |
| 10. | Зебре и бизони        | 3:05    |  |
| 11. | Ми знамо судбу        | 3:31    |  |
| 12. | Да ли си спавала      | 3:10    |  |
| 13. | Кад ме погледаш       | 4:40    |  |
| 14. | На твојим уснама      | 3:14    |  |
| 15. | Корак до слободе      | 2:52    |  |
| 16. | Слобода               | 4:04    |  |
| 17. | Право славље          | 4:21    |  |
| 18. | Трубе                 | 3:40    |  |

| №   | Назив                                           | Трајање |  |
| 1.  | Госпи (Записи са винила - ЦД 1)                 | 4:51    |  |
| 2.  | Децимен (Записи са винила - ЦД 1)               | 9:48    |  |
| 3.  | Авантуриста (Записи са винила - ЦД 1)           | 4:25    |  |
| 4.  | Летња песма (Записи са винила - ЦД 1)           | 4:36    |  |
| 5.  | Посредник (Записи са винила - ЦД 1)             | 7:32    |  |
| 6.  | Било је то једном (Записи са винила - ЦД 1)     | 6:24    |  |
| 7.  | Да ли постоји пут (Записи са винила - ЦД 1)     | 7:45    |  |
| 8.  | Још увек сањам (Записи са винила - ЦД 1)        | 5:29    |  |
| 9.  | Бурна појана ноћ (Записи са винила - ЦД 1)      | 4:44    |  |
| 10. | Мексико (Записи са винила - ЦД 1)               | 4:50    |  |
| 11. | Сан (Записи са винила - ЦД 1)                   | 4:57    |  |
| 12. | Било је добро (Записи са винила - ЦД 1)         | 4:00    |  |
| 13. | Једном (Записи са винила - ЦД 1)                | 5:07    |  |
| 14. | Дигни руку (Записи са винила - ЦД 1)            | 3:28    |  |
| 15. | Да ли си спавала (Записи са винила - ЦД 2)      | 3:10    |  |
| 16. | Жена које нема (Записи са винила - ЦД 2)        | 4:10    |  |
| 17. | Небо над Макарском (Записи са винила - ЦД 2)    | 3:50    |  |
| 18. | Као и обично (Записи са винила - ЦД 2)          | 4:03    |  |
| 19. | Ноћ (Записи са винила - ЦД 2)                   | 5:08    |  |
| 20. | Кад ме погледаш (Записи са винила - ЦД 2)       | 4:38    |  |
| 21. | Трава (Записи са винила - ЦД 2)                 | 2:53    |  |
| 22. | Трубе (Записи са винила - ЦД 2)                 | 3:26    |  |
| 23. | Да ме ниси (Записи са винила - ЦД 2)            | 3:52    |  |
| 24. | Сети се маја (Записи са винила - ЦД 2)          | 3:17    |  |
| 25. | Право славље (Записи са винила - ЦД 2)          | 4:20    |  |
| 26. | На Дрини ћуприја (Записи са винила - ЦД 2)      | 2:53    |  |
| 27. | Додирни ме (Записи са винила - ЦД 2)            | 5:43    |  |
| 28. | Млада, лепа и паметна (Записи са винила - ЦД 2) | 4:43    |  |
| 29. | Узалуд се трудиш (Записи са винила - ЦД 2)      | 5:16    |  |
| 30. | Од када те нема (Записи са винила - ЦД 2)       | 3:42    |  |
| 31. | Народе мој (Записи са винила - ЦД 2)            | 4:18    |  |
| 32. | Узалуд (Записи са винила - ЦД 2)                | 4:19    |  |
| 33. | Цветом до ње (Записи са винила - ЦД 2)          | 3:11    |  |
| 34. | Још увек сањам (Камера као сведок - двд)        |         |  |
| 35. | Бурна пијана ноћ (Камера као сведок - двд)      |         |  |
| 36. | Жена које нема (Камера као сведок - двд)        |         |  |
| 37. | Да ли си спавала (Камера као сведок - двд)      |         |  |
| 38. | Скадарска (Камера као сведок - двд)             |         |  |
| 39. | На твојим уснама (Камера као сведок - двд)      |         |  |
| 40. | Кад ме погледаш (Камера као сведок - двд)       |         |  |
| 41. | Под ноктима (Камера као сведок - двд)           |         |  |
| 42. | Сети се маја (Камера као сведок - двд)          |         |  |
| 43. | Трубе (Камера као сведок - двд)                 |         |  |
| 44. | Да ме ниси (Камера као сведок - двд)            |         |  |
| 45. | Година (Камера као сведок - двд)                |         |  |
| 46. | Певајмо (Камера као сведок - двд)               |         |  |
| 47. | Додирни ме (Камера као сведок - двд)            |         |  |
| 48. | Ја нисам одавде (Камера као сведок - двд)       |         |  |
| 49. | Веруј ми (Камера као сведок - двд)              |         |  |
| 50. | Откад те нема (Камера као сведок - двд)         |         |  |
| 51. | Балада о очевима (Камера као сведок - двд)      |         |  |
| 52. | Узалуд (Камера као сведок - двд)                |         |  |

| №   | Назив                    | Трајање |  |
| 1.  | Чујем те лепо како дишеш | 5:58    |  |
| 2.  | Млада, лепа и паметна    | 4:45    |  |
| 3.  | Додирни ме               | 5:52    |  |
| 4.  | Писмо                    | 4:52    |  |
| 5.  | Да ме ниси               | 4:52    |  |
| 6.  | Скадарска                | 4:13    |  |
| 7.  | Котор                    | 3:48    |  |
| 8.  | Старе трубе              | 3:34    |  |
| 9.  | Дигни руку               | 3:28    |  |
| 10. | Да ли си спавала         | 3:12    |  |
| 11. | Трава                    | 2:50    |  |
| 12. | Можда сам луд            | 6:15    |  |
| 13. | На твојим уснама         | 3:11    |  |
| 14. | Откад те нема            | 3:44    |  |
| 15. | Још увек сањам           | 5:28    |  |

### Синглови и ЕПови
| №  | Назив   | Трајање |  |
| 1. | Мексико | 4:51    |  |
| 2. | Бићу ту | 3:00    |  |

| №  | Назив         | Трајање |  |
| 1. | Бубањ и бас   | 4:19    |  |
| 2. | Ја и мој ауто | 3:34    |  |

| №  | Назив          | Трајање |  |
| 1. | Дигни руку     | 3:26    |  |
| 2. | Ходници сећања | 4:37    |  |

| №  | Назив          | Трајање |  |
| 1. | Интимни односи | 2:59    |  |
| 2. | Жена које нема | 4:11    |  |

| №  | Назив           | Трајање |  |
| 1. | Кад ме погледаш | 4:10    |  |
| 2. | Љубавна песма   | 3:26    |  |

| №  | Назив            | Трајање |  |
| 1. | На твојим уснама | 3:10    |  |
| 2. | Слобода          | 3:30    |  |

| №  | Назив        | Трајање |  |
| 1. | Трубе        | 3:30    |  |
| 2. | Сети се маја | 3:15    |  |

| №  | Назив            | Трајање |  |
| 1. | Православље      | 4:17    |  |
| 2. | На Дрини ћуприја | 2:51    |  |

| №  | Назив         | Трајање |  |
| 1. | Ми нисмо сами | 3:18    |  |
| 2. | Сањам         | 4:55    |  |

| №  | Назив         | Трајање |  |
| 1. | Нешто ме гони | 4:08    |  |

| №  | Назив               | Трајање |  |
| 1. | У рају изнад облака | 4:55    |  |

### Учешћа на компилацијама са разним извођачима
- Нису важне боје (1981), песма Девојчица плава[107]
- Хитови осамдесетих 4 (1994), песма Још увек сањам
- Курвини синови (1994), песма Корак до слободе
- Да ли знаш да те волим (1994), песма Да ли си спавала
- Рок баладе (1997), песма Да ли си спавала
- Рок баладе 1 (1997), песма Да ли си спавала
- Рок легенде (1997), песма Кад ме погледаш
- Срећни празници (1998), песма Котор
- Пролеће на тргу — Мој београд срце има — Песме о Београду (1999), песме Да ли си спавала и Скадарска
- Срећни празници (1999), песма Котор
- Југо хитови вол. 1 (2000), песма На твојим уснама
- Аутоманија 1 — Формула рок (2000), песма Слобода
- Поп рок експрес 2 (2001), песма Госпи
- Поп рок осамдесетих 1 (2001), песма Они би баш хтели...
- Супер уживо — Најбољи уживо (2001), песма Жена које нема
- Поп рок експрес 1 (2001), песма Трубе
- Поп рок дуети (2002), песма Слобода
- Рокенрол вол. 2 (2004), песма Дигни руку
- Баладе вол. 1 (2004), песма Да ли си спавала
- 15 Хупер балада (2005), песма Да ли си спавала
- Поп вол 2 (2005), песма Још увек сањам
- Луди летњи стрес '06 (2006), песма Ти можеш све
- Незаборавни хитови 1970—2010 (2010), песма Да ли си спавала